# 拉莫雷拉德蒙特桑特
拉莫雷拉德蒙特桑特，是西班牙加泰罗尼亚塔拉戈纳省的一个市镇。总面积53平方公里，总人口148人（2001年），人口密度3人/平方公里。